# Nealchornea stipitata
Nealchornea stipitata är en törelväxtart som beskrevs av B.Walln.. Nealchornea stipitata ingår i släktet Nealchornea och familjen törelväxter. Inga underarter finns listade i Catalogue of Life.